# Kreuttal
Kreuttal là một thị xã thuộc huyện Mistelbach trong bang Niederösterreich.